# 논공 천왕당
논공 천왕당(論工 天王堂)은 대한민국 대구광역시 달성군 논공읍에 있는 서낭당이다. 2006년 4월 20일 대구광역시의 민속문화재 제5호로 지정되었다.

## 개요
천왕당은 마을 수호신을 모시고 주민의 안녕과 풍요를 기원하는 제당이다. 1940년대의 보고에 의하면 대구부근에서는 누석단을 천왕당거리 또는 귀천왕이라 칭하고 당이 건립된 것을 천왕당이라 한다 했다. 또한 1982년의 보고에는 영천 경주 등지에서는 서낭당을 천왕당이라 부른다고 하였다.
서낭신앙은 중국에서 고려시대에 전래한 신앙인데 양자의 신앙적 기능이 서로 비슷하여 복합된 것이라 보기도 한다. 즉 대구를 비롯한 경북일대에서는 서낭당을 천왕당이라 부르기도 하고 성황당이라 부르는 곳도 있다.
이곳 천왕당은 논공읍 남리와 북리 두 마을의 안녕을 기원하기 위해 세운 신당으로 남리의 동쪽 산중턱에 자리잡고 있다. 천왕당의 측면과 배면에는 돌담을 둘렀으며 주위에는 노송들이 에워싸고 있다.
마을제사는 일년에 음력 정월 보름날 '첫시'와 칠월 칠석 '첫시' 각각 두번 지낸다. 이 건물은 원래 마을 입구(현재 남리 680-1번지일원)에 있었으나, 1924년 남리 이장이었던 백운기 등 8명이 추진위원회를 구성하여 옮겼다고 이건기에 기록되어 있다. 그 동기는 원래 제당이 있던 위치의 뒷산에 일제 강점기 청도군수를 지낸 분의 조상의 묘를 썼다고 한다. 이에 주민들이 마을에서 소중히 여기는 산에 개인의 묘를 쓴 것에 반발하여 산 아래 있던 천왕당을 현재의 위치로 옮겼다고 전해진다.
이 건물의 최초 건립 시기는 상량문에 함풍(咸豊) 3년 9월이라 적혀 있어 1863년에 처음 건립한 것임을 알 수 있다.

## 참고 자료
- 논공천왕당 - 국가유산청 국가유산포털